# ポンユー
ポンユー（朋友、péngyou）は日本では外来語に分類できる語で、「友人・友達」を意味する中国語が語源である。「ポン友」（ポンゆう）とも表記される。昭和期前半頃まで会話で「あいつは俺のポンユーだ」等とよく使われた語である。しかし近年は高齢者にしか通じない。

## その他
1998年、日本テレビのバラエティ番組『進ぬ!電波少年』の企画として伊藤高史とチューヤン（謝昭仁）がヒッチハイクを行った際、ユニット名を「朋友」とした。語源は上と同じであるが、読みは広東語風に「パンヤオ」(pang4yau5) としていた。